# Christophe Colomb, l'énigme
Pour les articles homonymes, voir Christophe Colomb (homonymie).
Pour plus de détails, voir Fiche technique et Distribution.
Christophe Colomb, l'énigme (Cristóvão Colombo - O Enigma) est un film portugais réalisé par Manoel de Oliveira, sorti en 2007.

## Synopsis
Depuis les années 40, Manuel Luciano a entrepris de découvrir la véritable identité de Christophe Colomb. Dans ses multiples voyages entre le Portugal et les États-Unis, toujours accompagné de sa femme, l'autre grande passion de sa vie, il a été le témoin de nombreux changements dans le temps et dans l'espace.

## Fiche technique
- Titre : Christophe Colomb, l'énigme
- Titre original : Cristóvão Colombo - O Enigma
- Réalisation : Manoel de Oliveira
- Scénario : Manoel de Oliveira
- Photographie : Sabine Lancelin
- Pays d'origine :  Portugal
- Format : couleur - 35 mm
- Genre : drame, historique
- Durée : 75 minutes
- Date de sortie : 2007

## Distribution
- Ricardo Trêpa : Manuel Luciano da Silva jeune
- Manoel de Oliveira : Manuel Luciano da Silva
- Leonor Baldaque : Sílvia Jorge da Silva jeune
- Maria Isabel de Oliveira : Sílvia Jorge da Silva
- Luís Miguel Cintra : narrateur
- Lourença Baldaque : ange
- Norberto Barroca : vieillard
- Jonathan Charles : marin
- Sam Masotto : immigrant
- Leonor Silveira : mère
- Adelaide Teixeira
- Jorge Trêpa : Hermínio da Silva